# Alessandro Magni
Alessandro Magni (Cremona, 1894 – Genova, 1974) è stato un calciatore italiano, di ruolo centrocampista.

## Carriera
Cresciuto nel Italia FC Genova, passò al Genoa nella stagione 1910-1911 ma, solo negli ultimi due anni in rossoblu fu stabilmente tra i titolari.
L'esordio è datato 19 febbraio 1911, nella vittoria casalinga per tre ad uno contro l'US Milanese, nella stagione che vide i genoani terminare al quinto posto.
La stagione seguente marca una presenza, e con i Grifoni ottiene il terzo posto finale.
La Prima Categoria 1912-1913 termina con i rossoblu al secondo posto come quella seguente, che però vede Magni diventare titolare inamovibile, poiché scenderà in campo in ventisette occasioni sulle ventotto partite disputate dal sodalizio genovese.
Nella stagione 1914-15, riuscì a vincere lo scudetto con i grifoni benché gli venisse assegnato solo al termine del conflitto mondiale che aveva causato l'interruzione del campionato.
Il campionato 1914-1915 fu l'ultimo che Magni disputò in Italia.
Trasferitosi in Turchia verso il 1920 per lavoro, giocò anche per alcune squadre turche prima di ritornare a Genova nel 1922.

## Palmarès

### Club

#### Competizioni nazionali
- Campionato italiano: 1

Genoa: 1914-1915